# 재닛 줄리언
재닛 줄리언(영어: Janet Julian, 1959년 7월 10일 ~ )은 미국의 배우이다.
에번스턴에서 태어났다.

## 출연 작품
- 천국의 운동장 (1991년)
- 킹 뉴욕 (1990년)
- 형사 콜롬보 - 피빛 결투 (1989년)
- 무사의 죽음 (1986년)
- 끝없는 추적 (1986년)
- 피어 시티 (1984년)
- 용감한 형제 (1977년)

### 텔레비전
- 배틀스타 갤럭티카 - 78년 시리즈 (1978년)